# Bilancino
Il bilancino è un attrezzo utilizzato nello sport dello sci nautico, in tutte le sue discipline.

## Dimensioni
È composto principalmente da una corda di nylon intrecciata in tubolare di ferro. Quest'ultimo è ricoperto da vari tipi di gomma che ne cambiano la risposta e la sensibilità una volta impugnato.
La lunghezza complessiva del bilancino (dall'inizio dell'asola alla linea di centro del tubolare) deve essere di 150cm (tolleranza: ±2,5cm), la lunghezza del tubolare di 30cm (tolleranza: ±6cm) e l'altezza del triangolo formato dal tubolare e dai due lati di corda di 28cm (tolleranza: ±4cm). La prima tolleranza è la più importante, soprattutto nella disciplina dello slalom in cui la difficoltà aumenta con l'accorciarsi della corda di traino. Nonostante l'ordine di uscita dalla tolleranza sia di centimetri mentre quello degli accorciamenti di corda sia di decine di centimetri, negli ultimi tempi questa tolleranza ha subito numerose restrizioni in funzione di accreditare i record nel modo più rigido possibile.

## Utilizzo nelle Discipline Classiche
Ogni disciplina dello sci nautico ha il suo bilancino specifico:

### Slalom

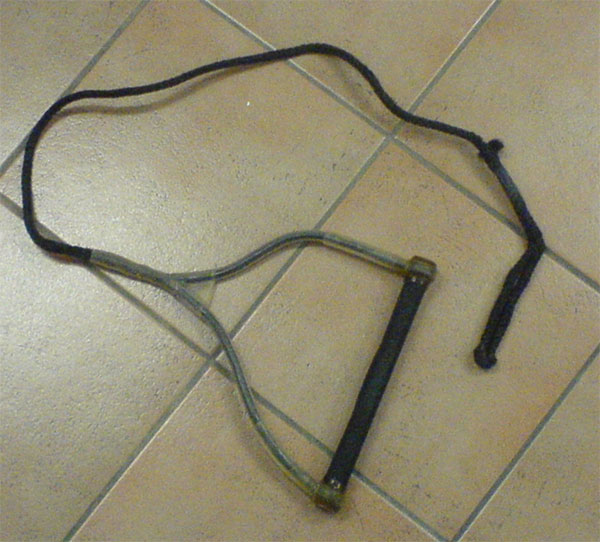
Un bilancino da slalom

Il bilancino rispetta le misure indicate ad inizio voce. Negli ultimi anni le varie marche di corde e bilancini hanno messo sul mercato numerosi modelli, iniziando a produrre bilancini con tubolare di lunghezze (rispettanti le tolleranze) e diametri differenti, a seconda delle esigenze dello slalomista.

### Figure
Il bilancino da figure presenta all'interno del triangolo un'apposita fessura, formata da una fibbia di cuoio o fibra esternamente e da neoprene internamente, dove si inserisce il piede durante l'esecuzione delle figure "corda al piede". Il piede che viene inserito nella fessura è sempre il piede arrestrato sullo sci e ruotato rispetto alla direzione di percorrenza. La parte che va dalla punta del triangolo all'asola finale è formata da varie corde intrecciate per facilitare la presa della corda durante alcuni tipi di figure con il bilancino in mano (soprattutto della famiglia "step") e con la corda al piede (figure onda e step).

### Salto
È molto simile al bilancino da slalom. Negli ultimi anni ha subito una trasformazione, adeguandosi alla posizione delle mani tenuta dai saltatori: infatti, a differenza delle altre discipline, nel salto le mani sono tenute in contatto. La conseguenza è stata una diminuzione della lunghezza del tubolare, passato dai 12" abituali ai 10-11".

## Utilizzo nel Wakeboard
Il bilancino utilizzato nel wakeboard non è soggetto a particolari restrizioni. Molto spesso possiede un secondo tubolare al centro della corda di lunghezza inferiore. Questo viene utilizzato per evitare un passaggio di mano in una rotazione di 360 gradi (spin o roll), ma è facoltativo e negli ultimi tempi sta scomparendo dalla costruzione dello stesso. Il triangolo è simile al bilancino tradizionale con il tubolare ricoperto di gomma alla base ed i due lati di corda. Dal 2004 è presente sul mercato una variante interamente in carbonio, base e lati, con del materianle antiscivolo (non necessariamente gomma) alla base di questo: il bilancino possiede una fessura al vertice per far passare la corda e fissarla ad esso.

## Utilizzo nei Piedi Nudi
Il bilancino da piedi nudi, come per il wakeboard, non è soggetto a particolari restrizioni dato che la lunghezza della corda e la velocità della barca è scelta dall'atleta durante lo svolgimento di una competizione. Il bilancino da piedi ndui ha come idea di base la stessa di un bilancino da discipline classiche e da wakeboard: le uniche differenze si trovano nel triangolo principale (più lungo), nell'impugnatura (più larga) e nei materiali esterni (completamente ricoperto di gomma per non ferire l'atleta durante la partenza).
Il bilancino da piedi nudi non è soggetto a particolare tipo di trazione durante il compimento del gesto; è invece sottoposto a forte trazione durante le prime fasi della partenza.
Come nelle discipline classiche anche nei piedi nudi esiste un bilancino differente per ogni tipo di disciplina.